# Casal dels Bailes
Casal dels Bailes (occità Cazals-des-Baylès) és un municipi francès situat al departament de l'Arieja i a la regió d'Occitània.